# Galbula pastazae
Lo jacamar petto ramato (Galbula pastazae Taczanowski & Berlepsch, 1885) è un piccolo uccello della famiglia Galbulidae. È originario dell'estremo sud della Colombia, dell'Ecuador e dell'estremo nord del Perù. Il suo habitat naturale sono foreste montane umide subtropicali e tropicali. È minacciato dalla perdita dell'habitat.

## Conservazione
La Lista rossa IUCN classifica Galbula pastazae come specie vulnerabile.